# ۱۱۶۶ (میلادی)
۱۱۶۶ (میلادی) هزار وصد و شصت و ششمین سال تقویم میلادی است.

## درگذشتگان
‎